# Microrregión de Traipu
La Microrregión de Traipu está localizada en la Mesorregión del Agreste Alagoano, ambas localizadas en el estado de Alagoas, la ciudad-polo es Traipu. Posee apenas tres municipios.

## Municipios
- Traipu
- Olho d'Água Grande
- São Brás

- Datos: Q2185234